# 索博利夫卡 (科羅斯堅區)
50°53′22″N 28°43′6″E / 50.88944°N 28.71833°E
索博利夫卡（烏克蘭語：Соболівка），是烏克蘭的村落，位於該國北部日托米爾州，由科羅斯堅區負責管轄，始建於1860年，面積0.76平方公里，海拔高度191米，2001年人口141，人口密度每平方公里186.02人。